# Juan Rodríguez Clara
Juan Rodríguez Clara là một đô thị thuộc bang Veracruz, México. Năm 2005, dân số của đô thị này là 34389 người.